# Philippe Derome
Philippe Derome es un pintor francés figurativo nacido en el 1937.

## Biografía
Philippe Derome creció en Boulogne-Billancourt y en Villeurbanne. En 1956 se estableció en París, donde estudió durante dos años con Paul Colin. De 1960 a 1970 tuvo el privilegio de formar parte de los círculos sofisticados y artísticos de París. En París, conoció a estudiantes estadounidenses negros y escritores como James Baldwin. Baldwin alimentó su interés en cuestiones relacionadas con la identidad negra estadounidense, la lucha por los derechos civiles en los EE. UU., y su utilización como objeto de arte contemporáneo y figurativo. Más tarde, en la década de 1980 pintó también temas sobre el pueblo negro en Francia.
La representación escalonada de recreación es otro tema dominante visto en el trabajo de Derome. Él sucede en el cargo de incitación a un sentimiento de sorpresa de la fuente, incluso la más banal. Aprovecha el momento, o como Alexandre Vialatte dice, "Incluso la escena más ordinaria possee el mayor sentido de misterio."

## Temas
Sus temas principales son:
- La sociedad del ocio: deportes de invierno, escenas de playas, noches de clubes[1][2]
- Negritud, Movimiento de derechos civiles africanos-americanos, marchas de Selma hasta Montgomery y las personas negras en Francia.[2][3]
- Vanitas.[2]
- Guerra.[4]

## Técnicas
- Óleos y acrílicos sobre tela, témperas sobre papel.
- Objetos y muebles pintados.
- Collages: libros de recortes fotográficos o siluetas de papeles de colores cortados i pegados como obras de arte.

## Citas
Elegí estos incidentes, en Selma, porque los podía manejar con más desprendimiento. Pero también fui influenciado por mis lecturas de James Baldwin. Tal vez no hemos tenido todavía unos acontecimientos franceses tan dramáticos como algunos autores estadounidenses que leí. Al leer las traducciones de libros americanos y los informes de prensa de Estados Unidos, una vez que había visualizado lo que había pasado casi como en un desfile de los piojos de la televisión. Una vez lo visualicé, el resto fue relativamente fácil, como boceto de la vida real. En cierto modo, todo lo que ya tengo plenamente visualizado en mi viejo sombrero: puedo entonces pintar sin que ninguna de las emociones de sorpresa o indignación interfieran. Pero debo sentir estas emociones en primer lugar, cuando estoy realmente visualizando una experiencia y antes de que empiece a  pintarlo.

"Es sólo él mismo, Philippe Derome, muy poco sobre -ismos y teorías e ideas de otros."
"Además de la figuración su trabajo es acerca de la alteridad: el otro del que sabemos tan poco como nosotros sabemos acerca de nosotros mismos."

## Obras
- Riot (1963)
- Selma marche (1968)
- Black head (1971)
- Le Flore (1973)
- Jusqu'à quand? (1974)
- Skieurs (1976)
- Harmony(1987)
- Tank rouge (1994)
- AIDS, hotel Bailey, NY (1997)[7]

## Muestras
- 1959: Galerie Luc Burnap. Saint-Tropez. France
- 1960: Luc Burnap Gallery. New York. USA
- 1967: Biennale du Grand Palais, París
- 1968: Salon de Mai
- 1973 - 1980: Galerie Annick Gendron Paris
- 1974: Colección Jean Pierre Brasseur-Gregor. Múnich
- 1978: Marbella Club. Marbella